# Lubuklinggau
Lubuklinggau est une ville d'Indonésie située dans l’extrême ouest de la province de  Sumatra du Sud. Elle a acquis le statut de kota en 2001 par détachement du kabupaten de Musi Rawas, dont elle reste néanmoins le chef-lieu.

## Géographie
Lubuklinggau est bordée à l’ouest par la province de Bengkulu. La ville est située à une altitude de 129 mètres.

## Tourisme
Lubuklinggau est un point de départ pour visiter le plateau de Pasemah au pied du mont Dempo, où l’on trouve un site mégalithique et des ruines qu’on date du Ier siècle de notre ère.

## Transports
Lubuklinggau est reliée par chemin de fer à la gare de Kertapati à Palembang.
La ville est desservie par l'aéroport de Silampari.
Elle est traversée par la Trans-Sumatran Highway, numérotée AH25 dans le réseau routier asiatique.

## Galerie

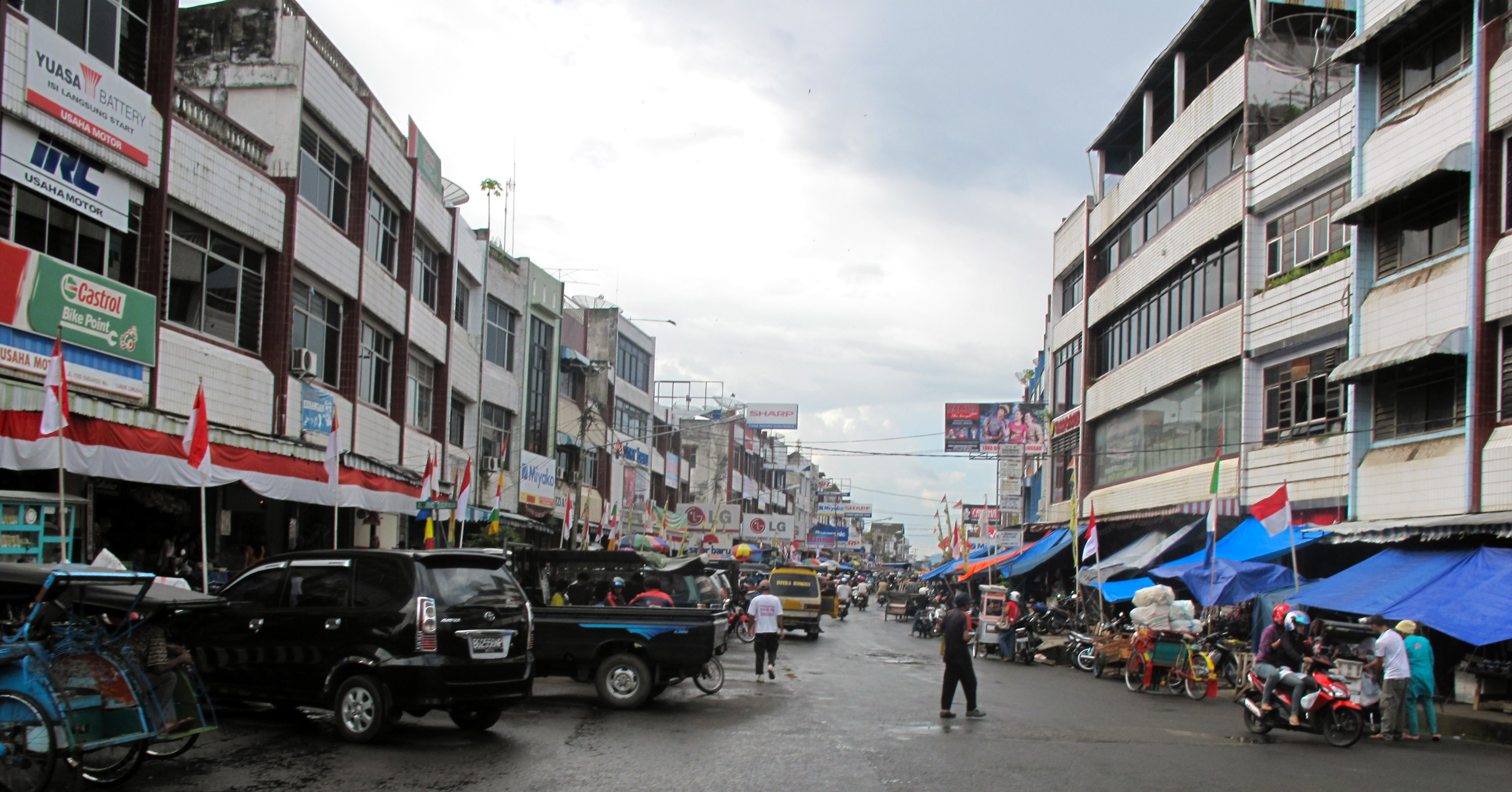
Rue commerçante à Lubuklinggau
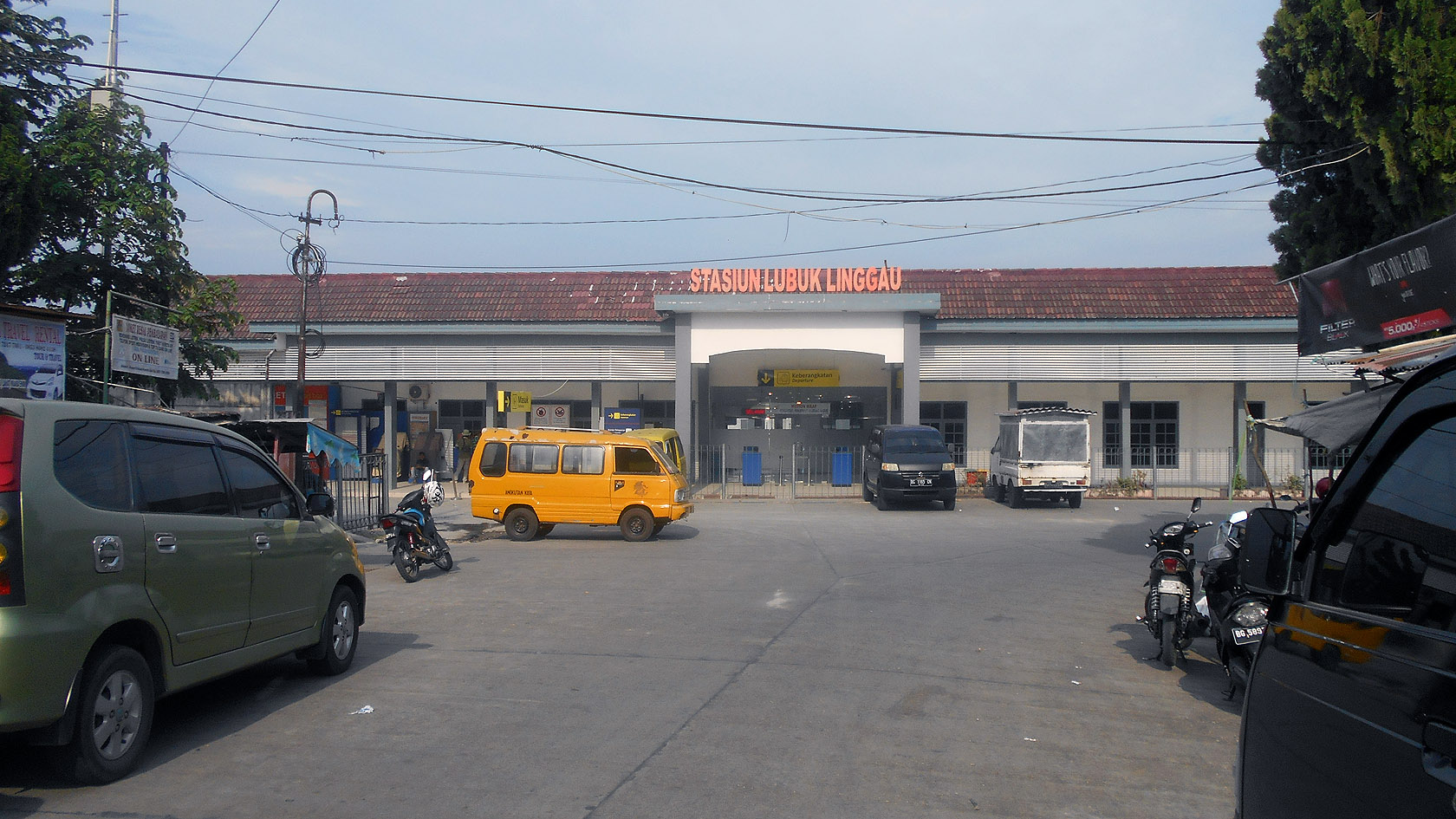
La gare de Lubuklinggau
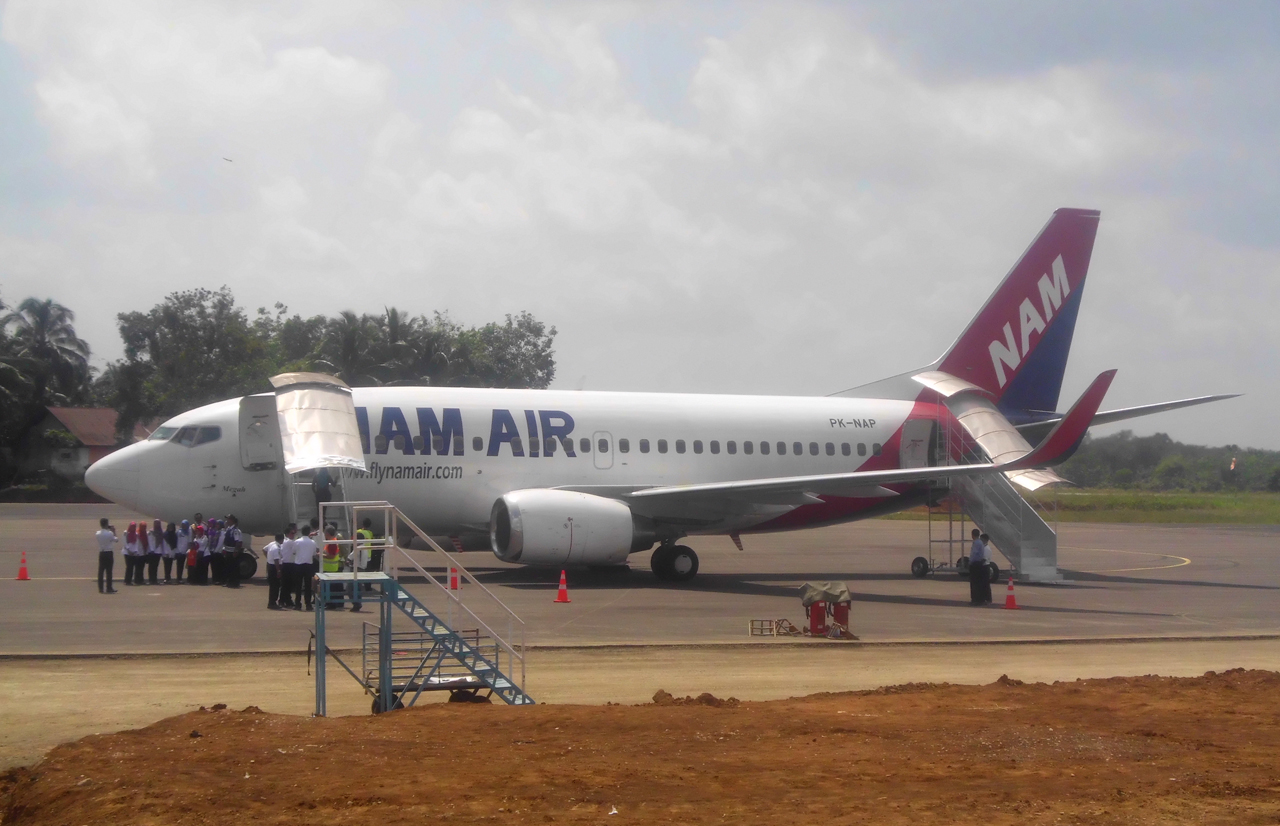
Arrivée à l'aéroport de Silampari du vol inaugural Jakarta-Lubuklinggau de NAM Air en mai 2015
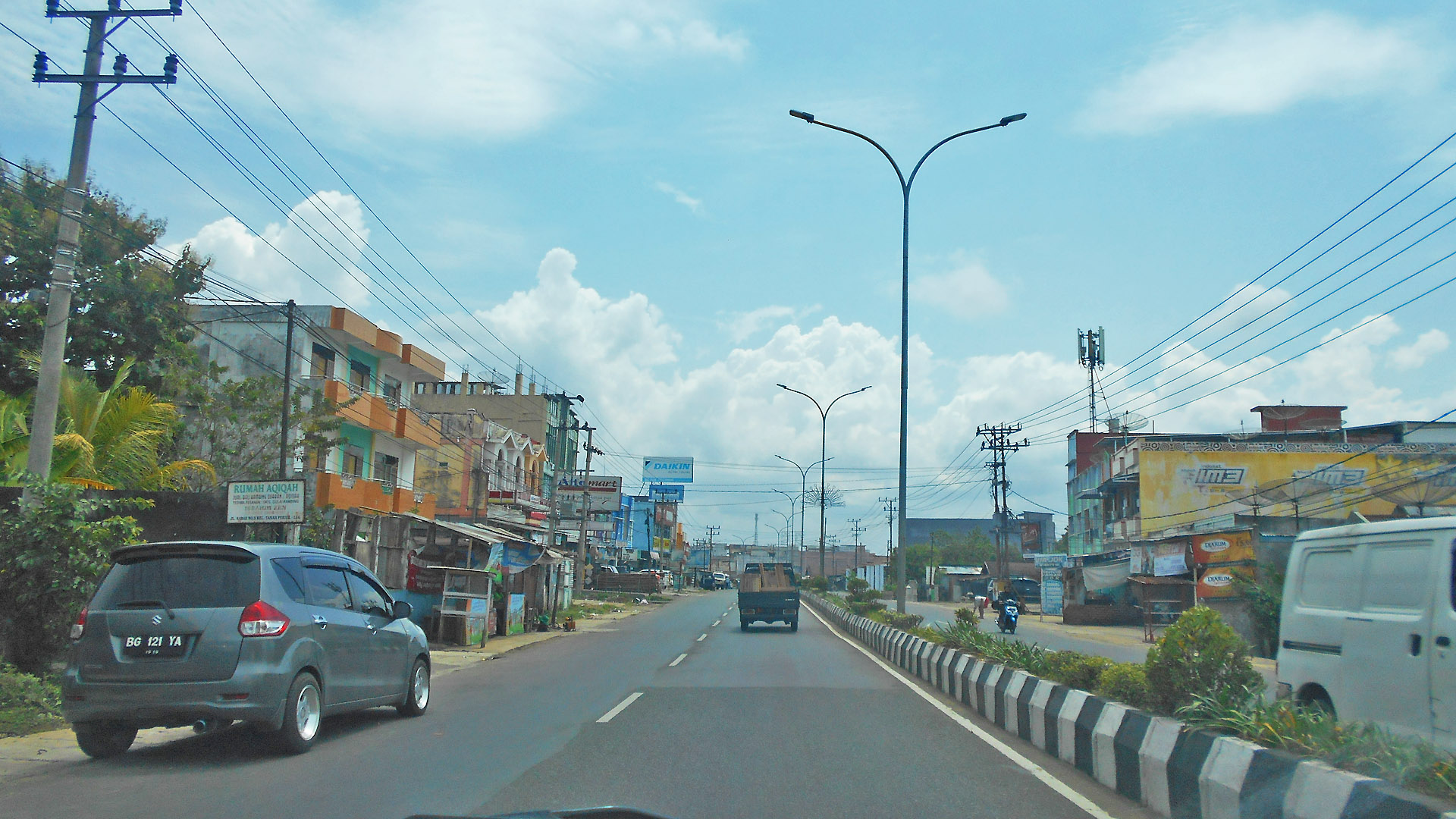
La Trans-Sumatran Highway, numérotée AH25 dans le réseau routier asiatique, à Lubuklinggau